# On ne roule pas Antoinette
Pour plus de détails, voir Fiche technique et Distribution.
On ne roule pas Antoinette est un film français, réalisé par Paul Madeux, sorti en 1936.

## Fiche technique
- Titre français : On ne roule pas Antoinette
- Réalisation : Paul Madeux
- Scénario : Madeleine Bussy et Henri Vendresse d'après la pièce de Maurice Hennequin et Pierre Veber
- Photographie : Boris Kaufman
- Musique : Casimir Oberfeld
- Pays d'origine :  France
- Format : Noir et blanc — 35 mm — 1,37:1 — Son : Mono
- Genre : Comédie
- Durée : 77 minutes (1 h 17)
- Dates de sortie : 
  - France : 20 mai 1936

## Distribution
- Armand Bernard : Hubert de Prémaillac
- Paul Pauley : Le marquis de la Tour-Barrée
- Simone Renant : Antoinette
- Pierre Stéphen : Stanislas de Varini
- Alice Tissot : La marquise de la Tour-Barrée
- Saint-Granier : Lepitois
- Charles Lemontier : Le domestique